# Aubusson-szőnyeg
Az aubusson-szőnyeg színes gyapjúból, gobelin módra szövött szőnyegfajta, amit a 18-19. században készítettek a franciaországi Aubusson-ban. A termek megadott méretei alapján szőtték, barokk, rokokó mintákkal díszítették, Aesopus-mesék és pastoralék jeleneteivel. Aubusson-szőnyeg az Iparművészeti Múzeum gyűjteményében is van, a Nagytétényi Kastélymúzeumban.